# بچه‌های سوت‌زن (مجموعه تلویزیونی)
بچه‌های سوت‌زن (به انگلیسی: Whiz Kids) یک مجموعه تلویزیونی آمریکایی علمی–تخیلی، اکشن، ماجراجویی است که بین سال های ۱۹۸۳ تا ۱۹۸۴ پخش می شد.

گروه بچه‌های سوت‌زن